# Fenómenas
Fenómenas es una película española original de Netflix del año 2023. Se trata de una comedia de terror, dirigida por Carlos Therón y con Belén Rueda, Gracia Olayo y Toni Acosta como protagonistas.

## Argumento
A finales de los años 90, Sagrario, Paz, Gloria y el padre Pilón forman un equipo de investigación especializado en fenómenos paranormales: el grupo Hepta. Aunque el grupo no está pasando por su mejor momento, aceptan investigar un anticuario en el que suceden cosas extrañas. Pero lo que parecía un caso como otro cualquiera, se convertirá en el más difícil de sus vidas. Y solo juntos podrán resolverlo.
La película, basada en hechos reales, nos habla acerca de la creación y algunos casos del Grupo Hepta, un grupo de investigación paranormal en el que participaban especialmente varias mujeres, y que se vio envuelto en algunos eventos de difícil explicación. Especialmente notable fue el de una tienda de antigüedades donde sucedían todo tipo de fenómenos que escapaban a la razón.

## Reparto
- Belén Rueda como Sagrario
- Gracia Olayo como Paz
- Toni Acosta como Gloria
- Emilio Gutiérrez Caba como Padre Pilón
- Miren Ibarguren como Portera
- Iván Massagué como Enrique
- Óscar Ortuño como Pablo
- Antonio Pagudo como Jesús
- Lorena López como Marisa
- Fran Cantos como Gerardo

## Lanzamiento
El filme se lanzó en la plataforma de streaming Netflix el 14 de abril de 2023.